# 巴拿马型

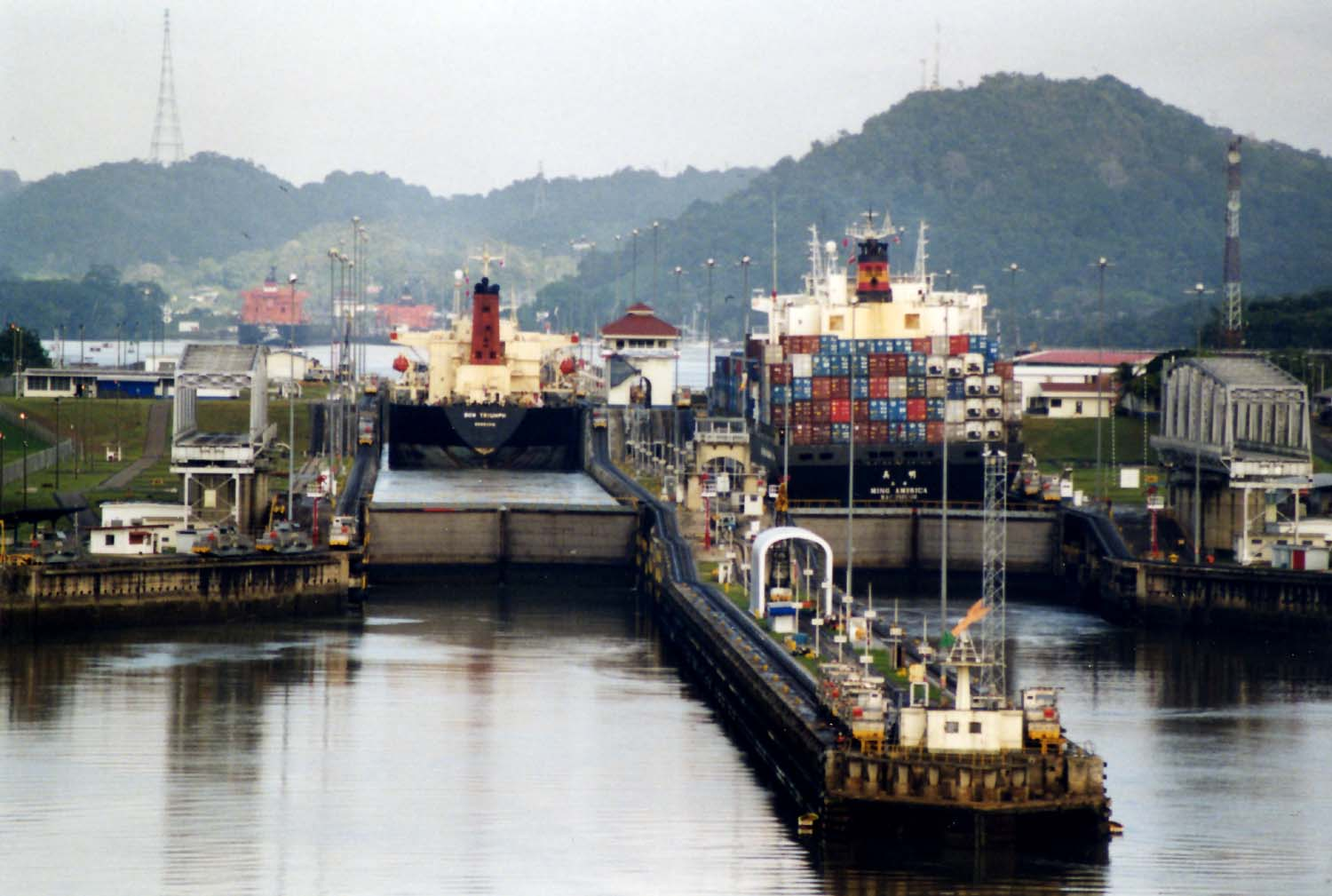
两艘巴拿马级货轮几乎紧贴着米拉弗洛雷斯船闸的闸室墙壁，通过巴拿马运河

巴拿马型（Panamax）是一种专门设计的适合巴拿马运河船闸的大型船只，这些船只的船宽和吃水受到巴拿马运河船闸闸室的严格限制，越来越多的船只在建造时精确的匹配巴拿马运河船闸的限制，以便在适应巴拿马运河的航道的前提下运送尽量多的货物。很多乾散货，比如谷物，主要通过巴拿马级船只运送。此类船只的日益增加正成为巴拿马运河的一大难题。巴拿马级船只，由于其非常精确地适合巴拿马运河，留出的余量很小，船只必须受到非常精确的控制，过闸时间也可能因此得以延长，并且过闸时间限定在白天。因为一些大型船只不能安全地通过库莱布拉峡谷，运河只能以单向通过的方式来保证这些大型船只的安全。

## 尺寸限制

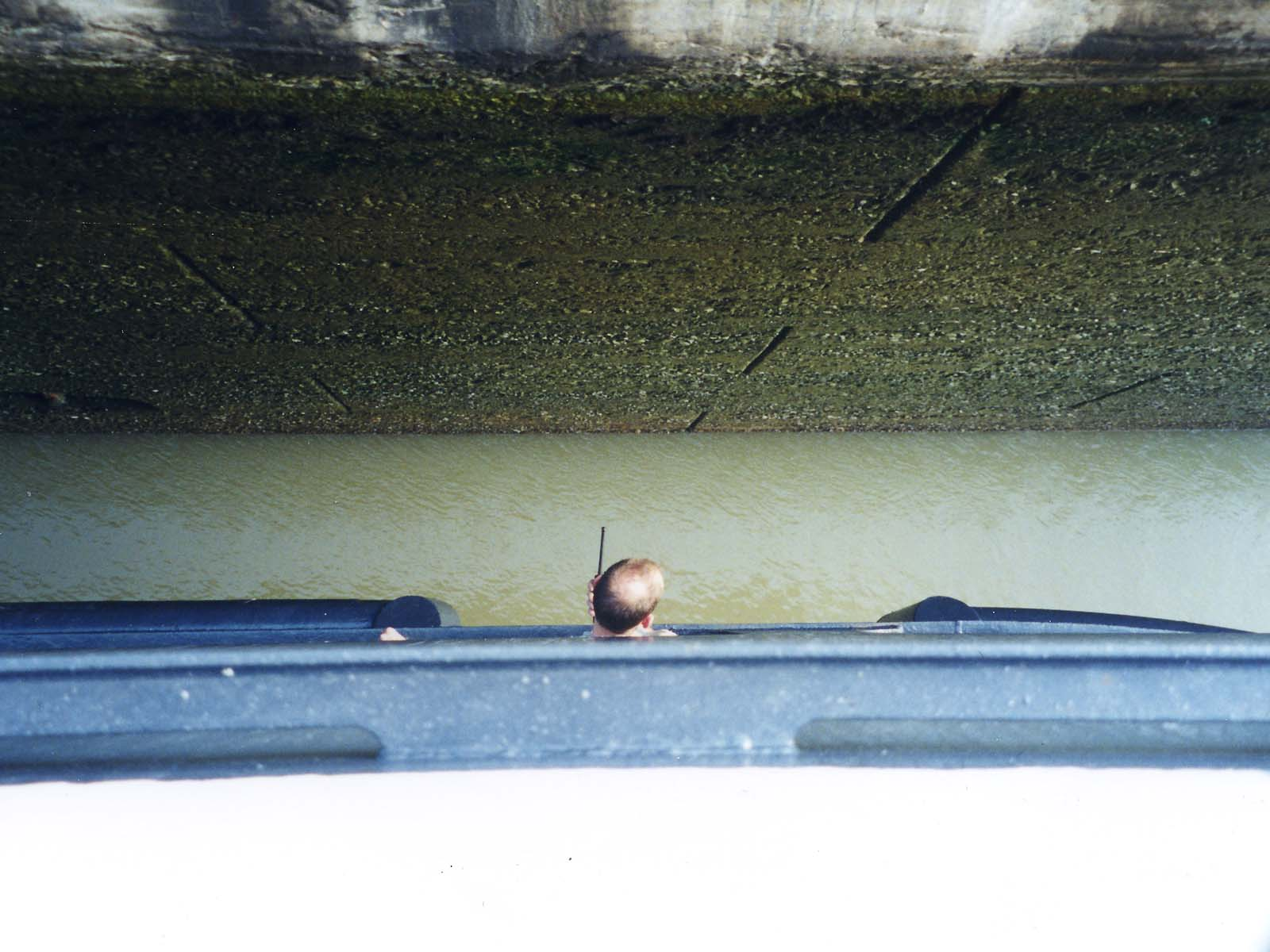
船员在检查船只和闸室墙壁之间的空间。

巴拿马运河的船闸决定了巴拿马型货轮的体积，闸室宽33.53公尺，长320.0 公尺，深25.9公尺。 
船闸闸室的可用长度为304.8米，巴拿马运河中最浅的佩德罗米格尔船闸的可用的水深为12.55公尺，位于巴尔博亚的美洲大桥是船只高度的限制因素。
综合以上因素，可以通过巴拿马运河的巴拿马型船的最大尺寸为:
- 长: 294.1公尺
- 宽：32.3公尺
- 吃水: 12.0公尺（这个数据是在热带淡水中的情况，盐分和温度会导致水的密度变化，从而影响船只吃水深度）
- 高: 57.91公尺 （指从水面到船只最高点的高度）

一艘巴拿马型货轮，一般载重在65000吨左右。

### 例外

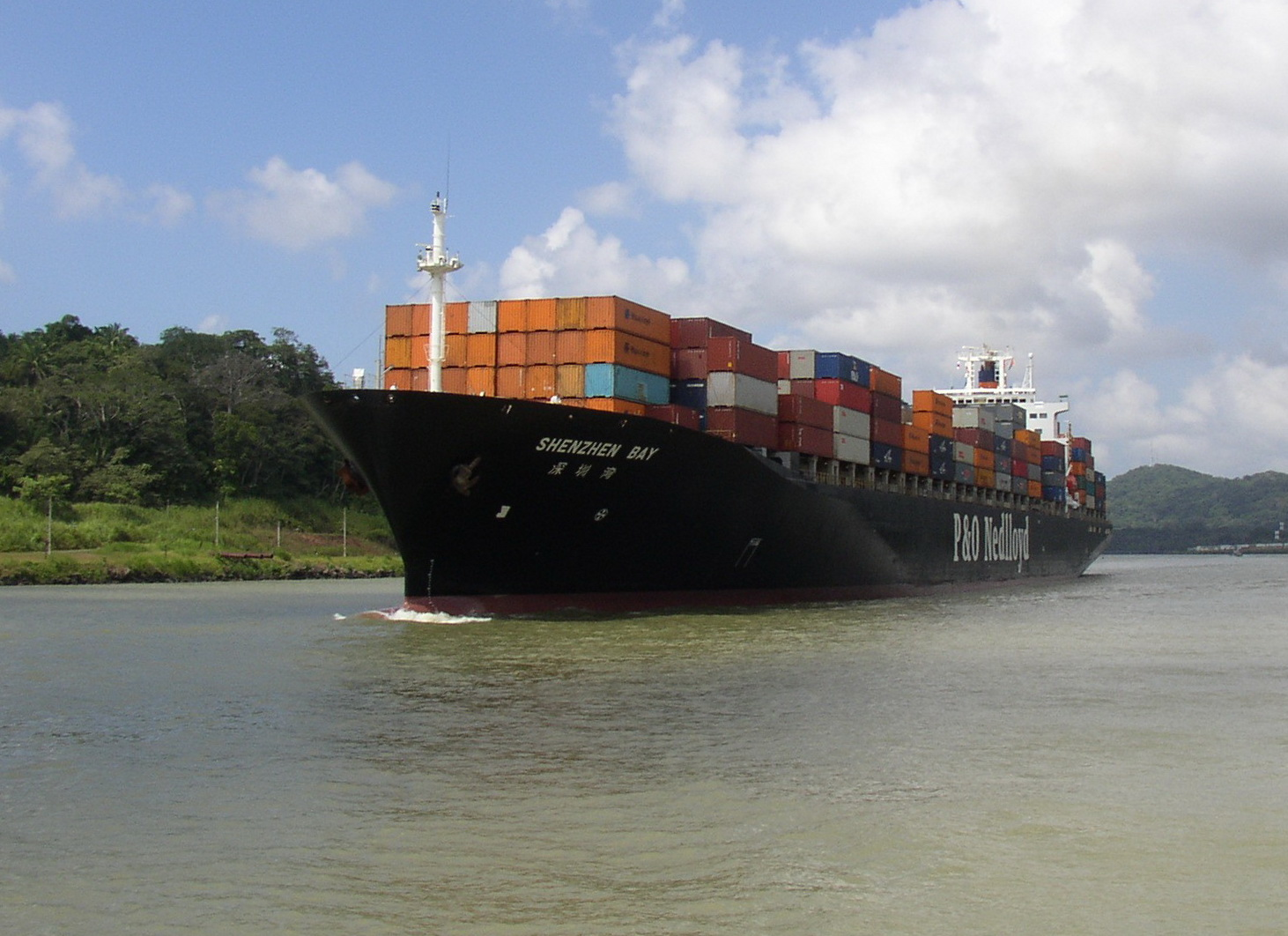
巴拿马型集装箱船通过巴拿马运河。一些集装箱将被卸下并且通过巴拿马铁路运过地峡，以减少船只吃水深度以便通过巴拿马运河。

高达62.5公尺的船只可以在预先核准的前提下通过巴拿马运河，因为低潮时的美洲大桥距离水面为62.5公尺。
很多情况下，寬度达到32.61米的船只也会被允许通过巴拿马运河。同样，一些排水量超标的船只也被允许通过。船上一些超过最大长度和船宽的的结构可以在检查批准之后通过。
在一些特别干旱的季节，当加通湖的水位比较低的时候，巴拿马运河管理局将更严格的控制通过巴拿马运河的船只的吃水。
通过巴拿马运河的最长的船只是一艘油轮 San Juan Prospector号，它长296.57公尺，宽32.3公尺 通过巴拿马运河的最宽的船只是北卡罗来纳级战列舰，北卡罗来纳号（BB-55），和华盛顿号（BB-56），他们的宽度为33.025公尺。

## 超級巴拿馬型
超級巴拿马型（over-Panamax、post-Panamax或super-Panamax），指那些比巴拿马型更大，无法过巴拿马运河的船，例如超级油轮和超大型巨型貨櫃船。丹麥A.P.穆勒-馬士基集團所屬的超級巴拿馬型貨櫃船也属于超級巴拿马型,例如:艾瑪·馬士基號 -長:397公尺.寬-56公尺.排水量-17萬噸

## 巴拿马运河的扩建

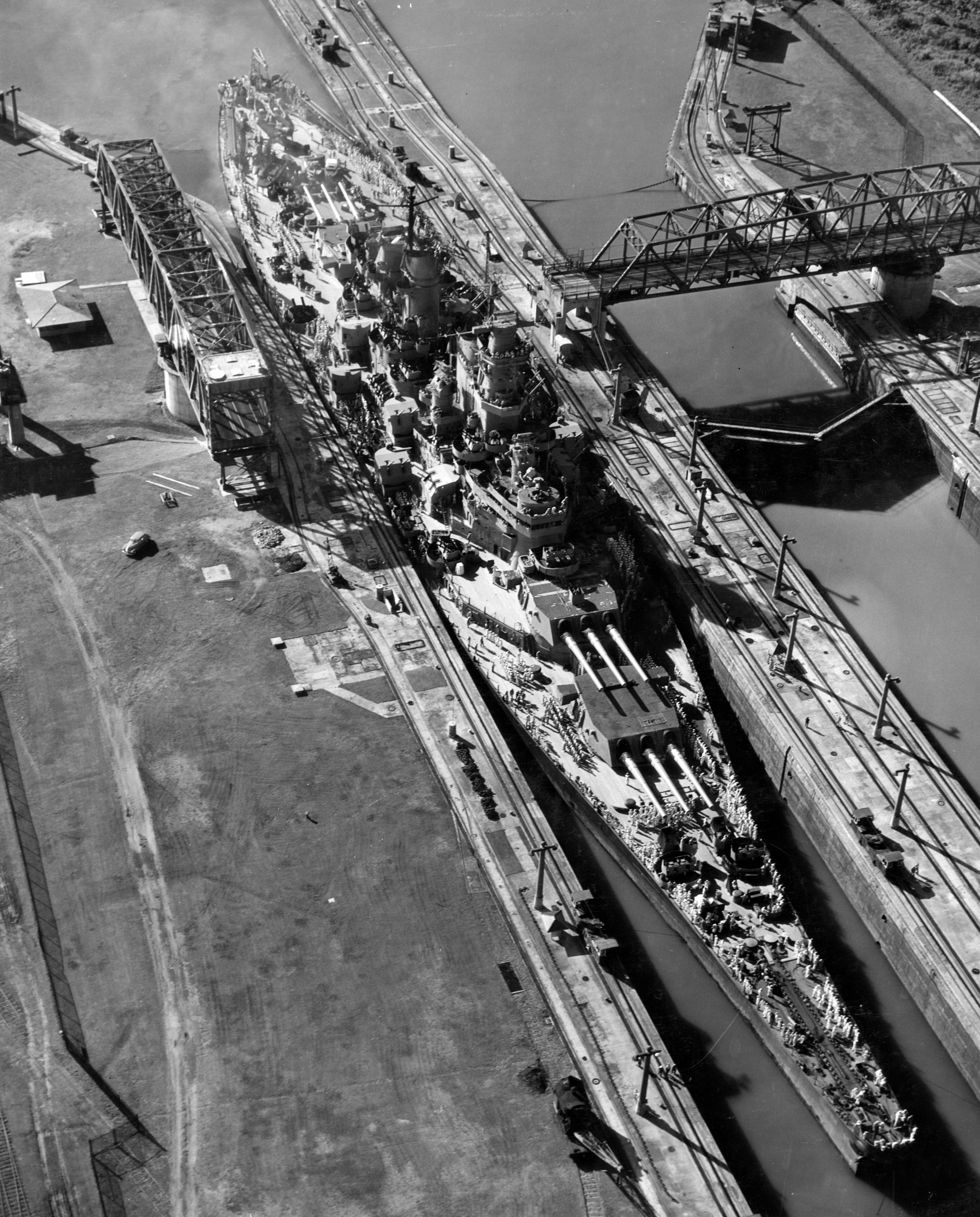
密苏里号（BB-63）——一艘衣阿华级战列舰，于1945年10月非常紧的通过米拉佛瑞斯船闸。

早在1930年代，就有人提议为巴拿马运河建造新的船闸，来解决拥挤的问题和大型船只通过的问题。在2006年10月22日，巴拿马运河管理局组织了一次关于巴拿马运河扩建的全民公投，结果扩建计划获得了78%的选民的普遍的支持。经过几次延误，新的船闸于2016年6月26日开放供商业使用。
扩建之后巴拿马运河的通过能力大大增强，载重达到13000标准櫃的集装箱船将可以顺利通过，而作为对比、之前巴拿马运河只能允许载重5000标准櫃的船只通过。新的三级船闸长427米、宽55米，可用深度18.3米，他将极大的补充现有两座船闸的运能。而最大型船隻也會叫做新巴拿馬級。

## 参见

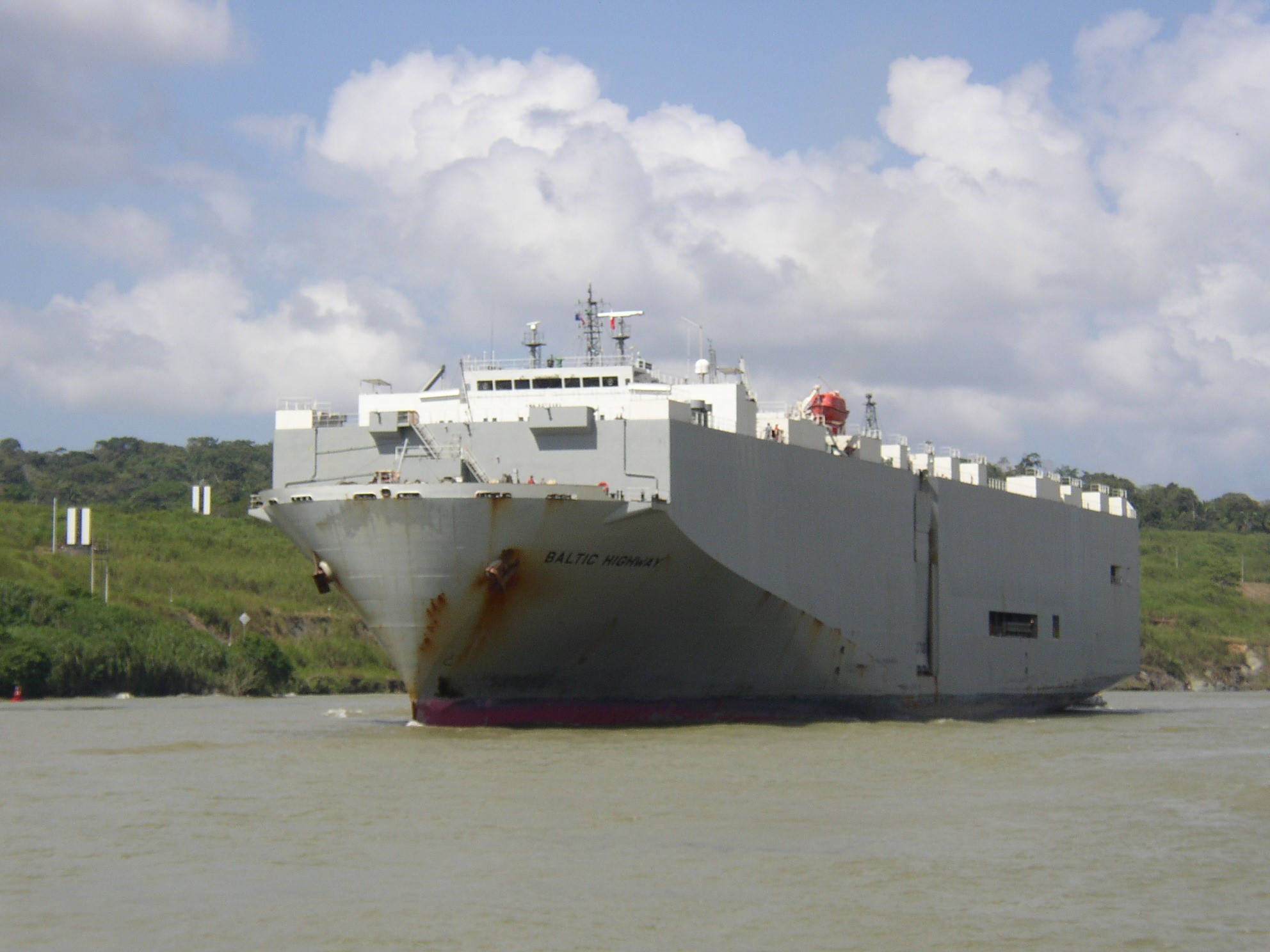
巴拿马型船只正在通过巴拿马运河，船壳的结构，决定了他们的货运能力，同时让他们得以通过狭窄的巴拿马运河。